# Кириленко, Вячеслав Владимирович
Вячеслав Владимирович Кириленко (родился 9 июня 1951 года в Запорожской области) — советский гандболист (вратарь), позже гандбольный тренер; заслуженный тренер России.

## Биография
Уроженец Запорожской области, гандболом занялся с 14 лет. Играл на позиции вратаря за клуб ЗТР из Запорожья и за «Буревестник» из Черкасс, кандидат в мастера спорта. Первый тренер — Николай Ганженко; в первенстве школы по гандболу — первом своём турнире — Кириленко отразил семиметровый в финале и принёс команде победу. В 1973 году окончил факультет физического воспитания Черкасского педагогического института; по собственным словам, должен был поступать в медицинский, однако предпочёл спортивную карьеру, из-за чего его выставили из дома родители. При постановке на воинский учёт у него обнаружили шумы в сердце, что он скрывал от руководства вуза на протяжении двух лет: когда правда о здоровье раскрылась, уговорил дать ему доучиться на факультете. Практику проходил в районной школе: собранная им команда сыграла вничью со сборной спортивной школы Черкасс. В 1973 году устроился работать в сельскую школу Полтавской области, где не было спортзала. Через пару лет вернулся в Запорожье
Тренерскую карьеру начал в 1975 году, работал в структуре клуба ЗТЗ, в 1977—1980 годах участвовал в развитии гандбольного отделения ДЮСШ Ахтубинска (руководитель — Владимир Гладченко). Из-за конфликта отказался переезжать в Астрахань вслед за Гладченко, несмотря на уговоры Владимира Максимова. Позже три года проработал в мужском отделении СДЮШОР № 3 г. Запорожье. В 1982—2004 годах работал тренером мужского отделения гандбола СДЮСШОР и тренером клуба «Аква» г. Волгоград. Работал в паре с Левоном Акопяном: приглашение о работе в Волгограде прислал Леонид Коросташевич. В сезоне 1998/1999, будучи тренером резервного состава, Кириленко помог команде «Аква» выиграть чемпионат России. В 2005—2006 годах тренировал женский клуб «Мотор» из Запорожья, дважды выиграл чемпионат Украины, однако позже вернулся в Россию. В 2008 году стал бронзовым призёром с волгоградским «Динамо» и выиграл также Кубок ЕГФ в том же году, позже работал в клубах «Звезда», «Астраханочка» и «Лада».
В 2008—2009 годах — член тренерского штаба женской сборной России (главный тренер — Евгений Трефилов), куда его пригласил Владимир Максимов. С командой завоевал бронзовые медали чемпионата Европы 2008 года и выиграл чемпионат мира в 2009 году. Как главный тренер руководил молодёжной и юниорской сборными. Со сборной U-18 взял титулы чемпионов мира 2008 и 2016 года, а также серебряные медали чемпионата мира в 1997 и 2012 годах; со сборной U-17 стал чемпионом Европы 2001 и 2011 годов. Со сборной России U-20 стал вице-чемпионом мира 2014 года; со сборной России U-19 стал чемпионом Европы 2013 года, завоевал серебряные медали в 2015 году и бронзовые в 1998 году.